# Karl Vie
Karl Oddvar Vie (3 maggio 1951) è un ex calciatore norvegese, di ruolo difensore.

## Carriera

### Club
Vie giocò 100 partite nella massima divisione norvegese, con la maglia del Sogndal.